# Jelica Rajačić Čapaković
Jelica Rajačić Čapaković (Varvarin, 28. septembar 1952 — Novi Sad, 2008) bila je jugoslovenska i srpska magistarka biologije, političarka, prva sekretarka za ravnopravnost polova u Vojvodini.

## Biografija
Jelica Rajačić Čapaković je rođena 28. septembra 1952. u Varvarinu. U Srednju medicinsku školu u Novom Sadu polašla je 1968. Upisala se na Prirodno-matematički fakultet (smer Biologija) na Univerzitetu u Novom Sadu (1972). Diplomirala je 1976. godine i dobila nagradu Univerziteta u Novom Sadu za izuzetan uspeh; odbranila je magistarski rad iz fitocenologije i stekla zvanje magistarke biologije (1978), prijavila doktorsku disertaciju pod nazivom Вегетација околине Новог Бечеја: фитоценолошка и еколошка студија (1982).
Kratko vreme, Jelica radi na Televiziji Novi Sad (kao realizatorka programa), a potom u Pokrajinskoj konferenciji SSNR Vojvodine za pitanja zaštite i unapređenja čovekove životne sredine. Imenovana je za sekretarku Sekcije za zaštitu i unapređenje čovekove životne sredine, obrazovanja i nauke (1983). Tokom 1985. obavlja terenska istraživanja za odobrenu doktorsku tezu.
U 1990. ostaje bez posla i prihvata funkciju sekretara stranke Saveza reformskih snaga Jugoslavije za Vojvodinu, a 2000. je imenovana za članicu Izvršnog veća AP Vojvodine za pitanja unapeđivanja položaja žena.
Umrla je 2008. u Novom Sadu.

## Karijera
Rajačić Čapaković se posebno angažovala po pitanjima rodne ravnopravnosti dok je bila na funkciji prve sekretarke za ravnopravnost polova u Vladi APV. Učestvovala je 2002. u osnovanju SOS telefona za žene i decu žrtve nasilja u Novom Sadu i inicirala je i sprovela izgradnju Sigurne ženske kuće u Novom Sadu. Kada je imenovana za pokrajinsku sekretarku za rad, zapošljavanje i ravnopravnost polova donela su se se tri važna mehanizma za funkcionisanje ravnopravnosti polova. Najpre se usvojila Odluka o ustanovljavanju Godišnjeg priznanja u oblasti ravnopravnosti polova, potom Deklaracija o ravnopravnosti polova u Pokrajini, a formirao se i Zavod za ravnopravnost polova Vojvodine.
Jelica Rajačić Čapaković je 2004. sa saradnicima osnovala stranku Demokratska Vojvodina i postala je predsednica ove političke organizacije. Iste godine je imenovana za zamenicu sekretarke u Sekretarijatu za rad, zapošljavanje i ravnopravnost polova. Naredne 2005. godine inicirala je i sprovodila izradu nacrta Zakona i Deklaracije o volonterskom radu. Godine 2006, izabrana je za ministarku za državnu upravu i lokalnu samoupravu u Ženskoj vladi. Tokom 2007. godine počela je izradu Zakona o mobingu i osnivanju telefona za žrtve zlostavljanje na poslu.